# Кринички (Кировский район)
Крини́чки (укр. Кринички, крымскотат. Kriniçki) — село в Кировском районе Республики Крым, входит в состав Абрикосовского сельского поселения (согласно административно-территориальному делению Украины — Абрикосовского сельсовета Автономной Республики Крым).

## Современное состояние
На 2017 год в Криничках числится 9 улиц; на 2009 год, по данным сельсовета, село занимало площадь 119 гектаров, на которой, в 230 дворах, проживало 590 человек. В селе действуют сельский клуб, библиотека, фельдшерско-акушерский пункт, храм Преподобного Силуана Афонского. Кринички связаны автобусным сообщением с Феодосией, райцентром и соседними населёнными пунктами.

## География
Кринички — село в южной части района, в северных отрогах гороного массива Агармыш, у истоков реки Кхоур-Джилга и небольшой речки Токсан-Су, высота центра села над уровнем моря — 189 м. Ближайшие населённые пункты — Бабенково в 1,5 км на север, Первомайское в 4 км на восток, Изюмовка и Старый Крым примерно в 3 км на юг. Райцентр Кировское — примерно в 27 километрах (по шоссе), там же ближайшая железнодорожная станция — Кировская (на линии Джанкой — Феодосия).

## Население
| 2001 | 2014 |
| ---- | ---- |
| 525  | ↘478 |

Всеукраинская перепись 2001 года показала следующее распределение по носителям языка
| Язык             | Процент |
| ---------------- | ------- |
| русский          | 55.24   |
| крымскотатарский | 36.74   |
| украинский       | 11.24   |
| болгарский       | 2.86    |
| белорусский      | 1.14    |
| другие           | 0.19    |

### Динамика численности
- 1864 год — 16 чел.[18]
- 1889 год — 13 чел.[19]
- 1892 год — 0 чел.[20]
- 1902 год — 18 чел.[21]
- 1915 год — 0/6 чел.[22][23]
- 1926 год — 183 чел.[24]
- 1939 год — 406 чел.[25]
- 1989 год — 473 чел.[25]
- 2001 год — 525 чел.[26]
- 2009 год — 590 чел.[9]
- 2014 год — 478 чел.[27]

## История
Впервые селение в исторических документах встречается на военно-топографической карте генерал-майора Мухина 1817 года, где обозначена Почта Кринички на почтовом тракте Карасубазар — Феодосия, без указания числа дворов. Шарль Монтандон в своём «Путеводителе путешественника по Крыму, украшенном картами, планами, видами и виньетами…» 1833 года описал Креничку как «небольшое селеньице, где путешественникам не будет комфортно, если придется там остановиться». На карте 1836 года в русской деревне Кринички 5 дворов, а на карте 1842 года обозначена условным знаком «малая деревня», то есть селение менее 5 дворов.
В 1860-х годах, после земской реформы Александра II, селение приписали к Салынской волости. Согласно «Списку населённых мест Таврической губернии по сведениям 1864 года», составленному по результатам VIII ревизии 1864 года, Кринички — владельческий русский хутор с 3 дворами, 16 жителями и почтовой станцией при источнике. Считается, что хутор основан Иваном Константиновичем Айвазовским на принадлежавших ему землях и подарен дочери Елене, в замужестве Латри. На трёхверстовой карте Шуберта 1865—1876 года обозначена станция Кринички без указания числа дворов. По «Памятной книге Таврической губернии 1889 года», по результатам Х ревизии 1887 года, в деревне Криничка числилось 4 двора и 13 жителей, а на верстовой карте 1890 года на месте деревни обозначен господский двор Кринички.
После земской реформы 1890-х годов деревню приписали к Владиславской волости. По «…Памятной книжке Таврической губернии на 1892 год» в деревне Кринички, не входившей ни в одно сельское общество, жителей и домохозяйств не числилось. По «…Памятной книжке Таврической губернии на 1902 год» в деревне Кринички, находившейся в частном владении, числилось 18 жителей, домохозяйств не имеющих. Когда имение перешло к дочери Елены Ивановны Латри Софии Пелопидовне Микеладзе, пока не установлено, известно, что это произошло в начале XX века. По Статистическому справочнику Таврической губернии. Ч.II-я. Статистический очерк, выпуск пятый Феодосийский уезд, 1915 год, на хуторе Кринички (Микиладзе С. П.) Владиславской волости Феодосийского уезда числился 1 двор с русским населением в количестве 6 человек только «посторонних» жителей, из которых 2 мужчины и 4 женщины. При хуторе числилось 327 десятин удобной земли. В хозяйстве имелось 4 лошади, 2 вола, 4 коровы и 6 голов овец, свиней, или коз.
После установления в Крыму Советской власти, по постановлению Крымревкома от 8 января 1921 года была упразднена волостная система и село вошло в состав вновь созданного Старо-Крымского района Феодосийского уезда, а в 1922 году уезды получили название округов. 11 октября 1923 года, согласно постановлению ВЦИК, в административное деление Крымской АССР были внесены изменения, в результате которых округа ликвидировались и Владиславовский район стал самостоятельной административной единицей. Декретом ВЦИК от 4 сентября 1924 года «Об упразднении некоторых районов Автономной Крымской С. С. Р.» Старо-Крымский район был упразднён, в октябре 1924 года район был преобразован в Феодосийский и село включили в его состав. Согласно Списку населённых пунктов Крымской АССР по Всесоюзной переписи 17 декабря 1926 года, в селе Кринички, Изюмовского сельсовета Феодосийского района, числилось 49 дворов, из них 45 крестьянских, население составляло 183 человека, из них 96 греков, 55 армян и 32 русских. Постановлением ВЦИК «О реорганизации сети районов Крымской АССР» от 30 октября 1930 года из Феодосийского района был выделен (воссоздан) Старо-Крымский район (по другим сведениям 15 сентября 1931 года) и село включили в его состав. По данным всесоюзной переписи населения 1939 года в селе проживало 406 человек. Как следует из обозначений на километровой карте Генштаба Красной армии 1941 года, в предвоенные годы рядом существовало 2 села — западное — греческое и восточное болгарское (современная ул. Победы села Кринички).
В 1944 году, после освобождения Крыма от фашистов, согласно Постановлению ГКО № 5984сс от 2 июня 1944 года, 27 июня крымские греки и армяне были депортированы в Пермскую область и Среднюю Азию. 12 августа 1944 года было принято постановление № ГОКО-6372с «О переселении колхозников в районы Крыма» и в сентябре того же года в село приехали первые переселенцы, 1268 семей, из Курской, Тамбовской и Ростовской областей, а в начале 1950-х годов последовала вторая волна переселенцев. С 1954 года местами наиболее массового набора населения стали различные области Украины. С 25 июня 1946 года Кринички в составе Крымской области РСФСР. Указом Президиума Верховного Совета РСФСР от 18 мая 1948 года, Кринички болгарские и Кринички греческие объединили в просто Кринички. 26 апреля 1954 года Крымская область была передана из состава РСФСР в состав УССР. После ликвидации в 1959 году Старокрымского района село переподчинили Кировскому. Время включения в Приветненский сельсовет пока не установлено: на 15 июня 1960 года село уже числилось в его составе. Указом Президиума Верховного Совета УССР «Об укрупнении сельских районов Крымской области» от 30 декабря 1962 года Кировский район был упразднён и село присоединили к Белогорскому. 1 января 1965 года, указом Президиума ВС УССР «О внесении изменений в административное районирование УССР — по Крымской области», вновь включили в состав Кировского. На 1974 год Абрикосовка ещё входила в Приветненский сельсовет, а на 1 января 1977 года — в Абрикосовский. По данным всесоюзной переписи населения 1939 года в селе проживало 473 человека. С 12 февраля 1991 года село в восстановленной Крымской АССР, 26 февраля 1992 года переименованной в Автономную Республику Крым.
С 1990-х годов производилась репатриация этнических болгар в село Кринички, для этого на юго-западной окраине села был построен микрорайон Болгарская Слобода, в котором планировалось возведение 156 домов, в 1997 году сообщалось об открытии начальной болгарской школы. На 2016 год оценочно число болгарских семей в селе составило около 20.
С 21 марта 2014 года — в составе Республики Крым России.

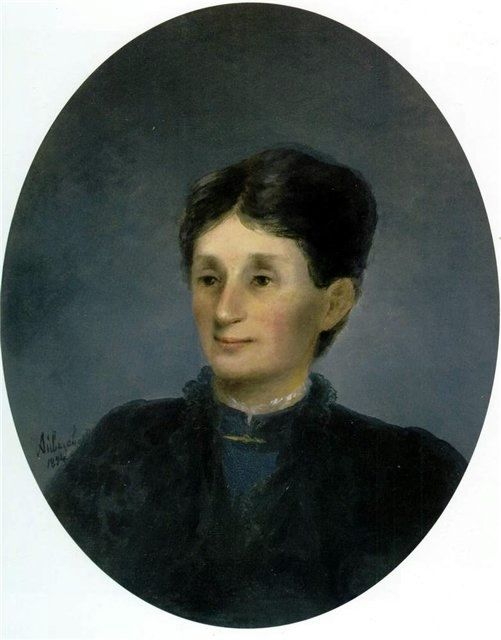
Елена Айвазовская (Латри), первая владелица Криничек
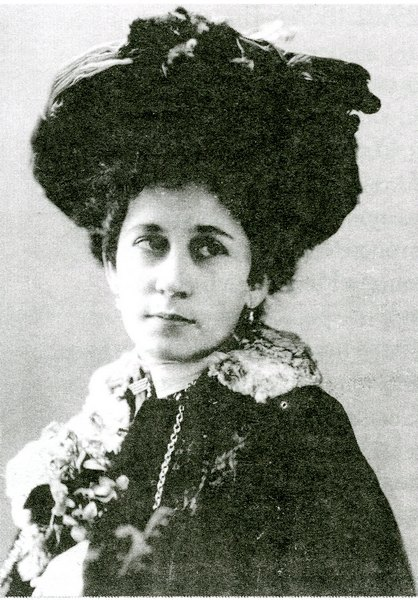
Софья Латри, последняя хозяйка
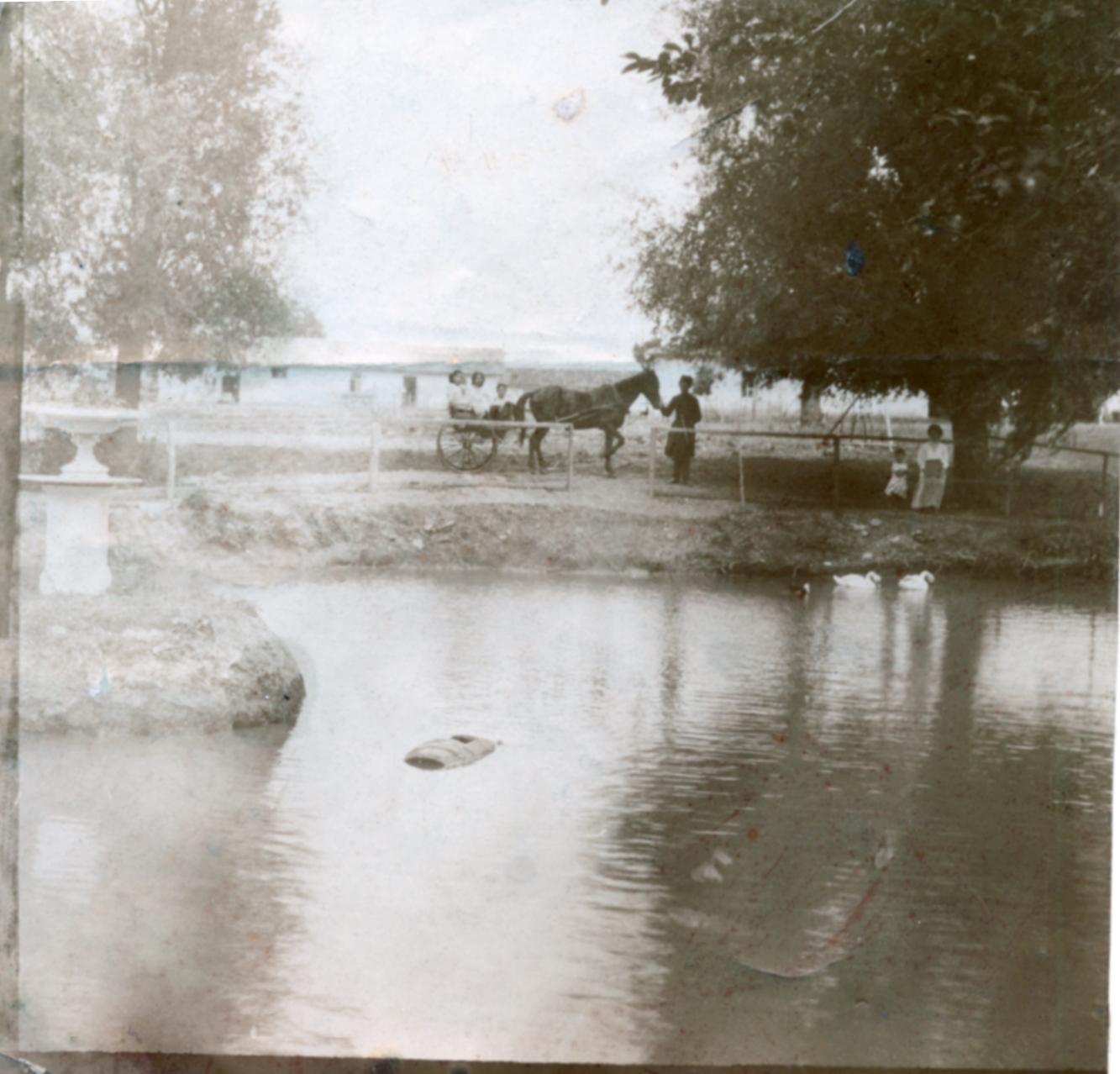
Усадьба Кринички, 1914 г.

### Имение Кринички
Имение Кринички (хутор в составе подаренного имения Боран-Эли) было подарено Айвазовским своей дочери Елене. В имение входили водоносная гора Агармыш и прилегающие к ней плодородные земли, за которыми следил старый управляющий (по сведеним 1915 года — 337 десятин, из которых 327 десятин — сельхозугодья), приносившие хороший доход. Само же имение находилось в запустении, в том числе был небольшой жилой дом, который неплохо сохранился. Вступив во владение, Елена Ивановна с мужем, Пелопидом Саввичем Латри, заказали архитектору план перестройки и расширения дома и приступили к обустройству. Была проложена новая мощёная дорога к въезду в парк, где устроили ворота с башенками, провели телефонную линию из Старого Крыма. Основное внимание хозяева уделяли устройству орошения сельхозугодий. Выращивали пшеницу, овёс, ячмень, хмель и лён, урожай хранился в свежепостроенных амбарах. Росли фруктовые сады, особо много было абрикосов, виноградники, большой сад грецкого ореха, выращивались клубника, малина, смородина и крыжовник, завели большую пасеку. От обновлённого дома проложили обсаженную тополями дорожку к пруду, на котором находился маленький остров, с ведущим на него мостиком. Посередине острова установили итальянскую мраморную вазу с цветами. Последней хозяйкой Криничек в начале XX века стала дочь Елены Ивановны Софья, во втором браке Микеладзе. После установления в марте 1918 года власти большевиков в Крыму, семья, с большими трудностями, выехала в Грузию, а после падения республики Тавриды, в мае того же года, вернулась назад. Имение было разорено, даже повалили телеграфные столбы, а в поместье жил лишь один садовник, и Латри поселились в гостинице в Феодосии. В 1920 году владельцы имения выезжают через Севастополь в Турцию, а оттуда в Англию.